# 福祉大路站
福祉大路站是长春轨道交通4号线与6号线的地铁车站，是一个换乘站，位于中国吉林省长春市南关区福祉大路与临河街交叉口。4号线车站于2023年6月6日开通，6号线车站于2024年3月28日开通。

## 车站结构
福祉大路站为4号线与6号线换乘站，其中4号线车站沿临河街南北向设置，为高架二层侧式站台车站，东西两侧地面均设有站厅，地上二层为站台层，双向站台通过位于站台北端的夹层换向通道相连，两侧在非付费区不联通。6号线车站沿福祉大路东西向设置，为地下二层岛式站台车站，车站长227.5米，车站地下一层为站厅层，地下二层为站台层，西侧设有一条出入段线，接入吴家店车辆段。两线采用通道换乘，通道连接4号线东侧站厅与6号线站厅南侧。
| 側式 · 開右邊车门 |  |                             |
|                   |  | █ 4号线往长春站北（天工路） |
|                   |  | █ 4号线往天新路（天青路）   |
| 側式 · 開右邊车门 |  |                             |

|                   |  | █ 6号线往双丰（南溪湿地公园） |
| 島式 · 開左邊车门 |  |                               |
|                   |  | █ 6号线往长影世纪城（吴家店） |

## 车站出口
福祉大路站共设5个出口，其中A-C出口连通6号线站厅，D、E出口连通4号线站厅，各出口及周围设施如下所示：
| 编号                  | 出入口信息               | 照片           | 无障碍设施     |
| 连通 6号线站厅        | 连通 6号线站厅           | 连通 6号线站厅 | 连通 6号线站厅 |
| --------------------- | ------------------------ | -------------- | -------------- |
| 出口 · A              | 临河街东侧、福祉大路北侧 |                | 不適用         |
| 出口 · B              | 临河街东侧、福祉大路北侧 |                | 不適用         |
| 出口 · C · 升降机标志 | 临河街东侧、福祉大路南侧 |                |                |
| 连通 4号线站厅        |                          |                |                |
| 出口 · D              | 临河街东侧、福祉大路南侧 |                | 不適用         |
| 出口 · E              | 临河街西侧、福祉大路南侧 |                | 不適用         |
| 註： 設有             |                          |                |                |

## 接驳交通

### 公交车
| 福祉大路 | 福祉大路     | 福祉大路 | 福祉大路 | 福祉大路 |
| 编号     | 路线         | 路线     | 路线     | 备注     |
| -------- | ------------ | -------- | -------- | -------- |
| Z161     | 轻轨天青路站 | ⇆        | 中东市场 |          |
| G190     | 天工路轻轨站 | ⇆        | 光华学院 |          |

| 豪邦锦上 | 豪邦锦上     | 豪邦锦上 | 豪邦锦上     | 豪邦锦上 |
| 编号     | 路线         | 路线     | 路线         | 备注     |
| -------- | ------------ | -------- | ------------ | -------- |
| T68      | 吉林省博物馆 | ⇆        | 华庆路地铁站 | 原 68A   |

## 车站历史
- 2021年10月21日，6号线车站主体结构封顶[3]。
- 2023年6月6日，车站随4号线南延线通车开通[1]。
- 2024年3月28日，6号线开通运营，本站成为换乘站[2]。